# Pioneer Inn
El Pioneer Inn en Maui, Hawái, fue construido en 1901. Es un edificio que contribuye en el Distrito Histórico de Lahaina, un Monumento Histórico Nacional de EE. UU. Era el hotel más antiguo de Lahaina y de la isla de Maui y el más antiguo en funcionamiento continuo del estado de Hawái.
Fue parte del Registro Nacional de los Hoteles Históricos de América. Resultó destruido tras los incendios forestales de Hawái de 2023.